# 김학성 (1913년)
김학성(金學成, 일본식 이름: 金井成一 가네이 세이이치, 1913년 8월 10일 ~ 1982년 11월 20일)은 1968년 영화 촬영감독 분야에서 은퇴한 대한민국 영화 촬영기사이며 예비역 대한민국 육군 중사이다.
그는 여배우 최은희의 1번째 前 남편으로 잘 알려져 있다.

## 생애
경기도 수원에서 출생하였다. 지난날 한때 평안남도 평양에서 잠시 유아기를 보낸 적이 있고 그 후 경상북도 경주에서 잠시 유년기를 보낸 적이 있는 그는 어릴 때 부모를 잃고 가세가 몰락하여 누나 손에서 자랐다. 김학성의 누나는 한국 전쟁 중 조선민주주의인민공화국으로 간 영화 배우 김연실이며, 형 김학근은 우미관 변사였다.
형과 누나의 영향으로 영화에 관심을 갖게 되었다. 1935년경부터 경성촬영소에서 근무하면서 도제 경험을 쌓다가 일본에 유학하여 영화 촬영을 본격적으로 공부했다. 3편의 일본 영화를 촬영하고 귀국한 뒤, 1939년 방한준이 연출한 《성황당》 촬영을 맡으며 조선 영화계에 데뷔했다. 데뷔작부터 깨끗한 화면으로 장래가 촉망된다는 평가를 받았다.
이 시기는 일제강점기 말기로 친일 영화가 대거 제작되었는데, 그도 국책 영화인 《집없는 천사》(1941), 《풍년가 》(1942), 《거경전》(1944)을 촬영하여 잇따라 세 편의 친일 영화 제작에 참여했다. 2008년 민족문제연구소가 발표한 친일인명사전 수록예정자 명단 연극/영화 부문에 포함되었다.
광복 후 《새로운 맹서》(1947)로 다시 활동을 재개했다. 이 영화는 연극 배우로 활동하던 최은희가 영화계에 데뷔한 작품이다. 김학성은 《새로운 맹서》를 찍으며 최은희와 만나 그해 결혼했다. 김학성에게는 재혼이었다.
그러나 나이 차이가 13년인 두 사람의 결혼 생활은 순탄하지 않았다. 최은희에 따르면 결혼 자체가 어린 나이에 얼떨결에 이루어진 것으로, 전처 소생의 아이까지 키워야하는 힘든 여건 속에서 김학성이 술 먹고 나서 폭력을 행사한 것으로 되어 있다. 삐그덕거리던 두 사람의 결혼 생활은 1950년 한국 전쟁이 발발하여 최은희가 북조선으로 납치되었다가 탈출해 돌아오는 파란만장한 사건을 계기로 사실상 종료되었다. 전쟁 중 김학성의 종군하여 미군 공보원의 촬영기사로 근무하면서 기록 영화를 찍다가 《정의의 진격》 촬영 도중 큰 부상을 입기도 했다.
한국 전쟁이 종전된 뒤 최은희가 신상옥과 결혼하자 간통죄로 두 사람을 고소하기도 했으나, 신상옥과 최은희가 법적으로 혼인신고가 되어있지 않아 간통죄는 성립하지 않았다. 다만 후배에게 부인을 빼앗긴 김학성은 영화계 선후배들의 동정을 받았고 신상옥과 최은희는 한동안 따돌림을 당한 것으로 전해진다.
한국 최초의 시네마스코프 영화 《생명》(1958)을 비롯하여 유현목 연출의 《오발탄》(1961), 마지막 작품이 된 《아리랑》(1968) 등 10여 편의 영화를 남겼다. 한국영화기술자협회의 제4대 회장을 역임했다.

## 같이 보기
- 김연실
- 최은희

## 참고 자료
- 강옥희,이영미,이순진,이승희 (2006년 12월 15일). 《식민지시대 대중예술인 사전》. 서울: 소도. 79~81쪽쪽. ISBN 9788990626264.